# Park-šuma Miroševčina
Park-šuma Miroševčina, park-šuma u Hrvatskoj i jedna od 17 park-šuma na prostoru Grada Zagreba. Nalazi se na padinama Medvednice kod Miroševca. Ukupna površina   iznosi   123,20 ha,  od čega na isključivo privatne šume odpada 105,40 ha.  Prosječna drvna zaliha iznosi 150,00   m3/ha, a prirast 4,20 m3/ha.  Sastojina je slična onoj u Remetama, te i u njoj treba provoditi radove njege i obnove s posebnim ciljem revitalizacije ovih šuma.
Državnih šuma je 0,00 ha, privatnih 105,40 ha, ostalih površina 17,80 ha. Prosječna drvna zaliha je 150,00 prostornih metara po hektaru. Prosječni godišnji tečajni prirast je 4,20 prostornih metara po hektaru.